# Снежная королева: Зазеркалье
«Снежная королева: Зазеркалье» — российский 3D-компьютерный анимационный семейный фэнтезийный фильм 2019 года по сценарию Андрея Коренькова, Роберта Ленса и режиссеров Роберта Ленса и Алексея Цицилина. Wizart Animation взяла на себя дизайн, а Борис Машковцев, Юрий Москвин, Владимир Николаев, Павел Степанов и Вадим Верещагин продюсировали фильм. В фильме звучат голоса Лины Ивановой в роли Герды и Николая Быстровых, Филиппа Лебедева, Лясан Утяшевой, Владимира Зайстева, Ирины Безруковой, Надежды Ангарской, Всеволода Кузнецова, Ольги Зубковой, Никита Прозоровский, Антон Эльдаров, Михаил Юрьевич Тихонов в ролях второго плана. Это четвёртая часть анимационной франшизы «Снежная Королева». Премьера в России состоялась 1 января 2019 года.
Впервые в истории российской анимации фильм снял голливудский мультипликатор. Зазеркалье — четвертый фильм франшизы «Снежная королева» после «Снежная королева 3: Огонь и лёд», и, как и в предыдущих частях, сюжеты вдохновлены одноименной сказкой 1844 года Ганса Христиана Андерсена. Фильм рассказывает о войне между магами и технократами.
Фильм был представлен на кинорынках и фестивалях, таких как AFM и Канны. Фильм получил в целом положительные отзывы, причем некоторые отзывы указывали, что фильм похож на рассказы русского писателя Михаила Булгакова.

## Сюжет
Герда и Кай наконец-то воссоединяются со своими родителями. Вместе они переезжают в некое королевство, которым правит могущественный король-изобретатель Харальд. Мастер Вегард открывает лавку магических зеркал (вероятно, на деньги, подаренные Каю и Герде в конце прошлого фильма Аррогом), однако дела его идут не очень хорошо. Никто в королевстве не желает покупать его магические изделия, когда есть изобретения.
Герда очень переживает из-за того, что она единственная в семье не имеет магических сил. В надежде как-то это изменить она даже обращается к «магу десятого уровня» по имени Лилит (впоследствии оказывающейся шарлатанкой), но та требует за свои услуги 10 динаров. Герда сначала собирается отдать ей все свои сбережения, но в итоге тратит их, чтобы помочь одной пожилой клиентке.
Тем временем люди Харальда откапывают на развалинах дворца Снежной Королевы портал в Зазеркалье. Выяснив, что с его помощью можно отправлять волшебников в другой мир навсегда, король решает использовать его и очистить мир от магии. Родителей и брата Герды обманом заманивают во дворец и запирают в Зазеркалье. Её же бросают в темницу, где ей является призрак самой Снежной Королевы, которая сильно изменилась за годы заточения в зеркале и теперь готова помочь Герде.
Снежная Королева помогает ей сбежать из тюрьмы, и вместе с Альфидой они отправляются в королевство Троллей, в надежде выяснить, как можно вернуть волшебников в реальный мир.
Король Харальд идёт по их следу и нагоняет, уничтожает созданный ими портал и осушает озеро Гао. На дне озера он находит сердце Огненного Короля, погибшего в прошлом фильме, а также его останки. Пытаясь догнать Харальда, герои находят внутри безжизненного тела демона живого Роллана. После того, как парень пришёл в себя, выяснилось, что он ничего не помнит, и искренне удивлён тому, что все на него злятся. Герда всё-таки прощает его, ведь взаимная любовь слишком сильна.
Объединившись с пиратами Летучего Города, герои пытаются захватить столицу Королевства и снова открыть портал в зазеркалье при помощи амулета короля Аррога. Однако они терпят поражение и их захватывают в плен.
Всё-таки сумев выбраться из заточения, Герда предпринимает вторую попытку спасти семью. Тогда же она открывает в себе магические силы — она способна превращаться в дракона. Вместе с Ролланом, который научился управлять силой Огненного Короля, они бросают вызов Харальду и практически проигрывают. Но в последний момент любимый сын короля — маленький Андерс, оказывается волшебником и уходит от отца в Зазеркалье. Только тогда Харальд понимает, что ошибался и позволяет Герде освободить волшебников и вернуть ему сына. В конце фильма нам показывают поцелуй Роллана и Герды в 2D формате.

## Съёмочная группа
- Режиссёр — Алексей Цицилин
- Продюсеры — Юрий Москвин, Павел Степанов, Вадим Верещагин, Борис Машковцев, Лиша Нин, Владимир Николаев
- Авторы сценария — Алексей Цицилин, Владимир Николаев, Андрей Кореньков, Алексей Замыслов
- Под редакцией Роберта Лэнса
- Руководитель проекта — Алексей Замыслов
- Художники-постановщики — Алексей Лямкин, Алексей Замыслов
- Руководитель отдела анимации — Сергей Виноградов
- Ведущие аниматоры — Андрей Скоропад, Андрей Храпко, Владимир Загоруйко

## Роли озвучивали
| Актёр               | Роль                     |
| ------------------- | ------------------------ |
| Лина Иванова        | Герда                    |
| Николай Быстров     | Кай                      |
| Филипп Лебедев      | Роллан                   |
| Ляйсан Утяшева      | Альфида                  |
| Владимир Зайцев     | Король                   |
| Ольга Зубкова       | Снежная Королева         |
| Всеволод Кузнецов   | Аррог                    |
| Никита Прозоровский | Адмирал                  |
| Надежда Ангарская   | Лилит                    |
| Антон Эльдаров      | Орм                      |
| Михаил Тихонов      | Вегард                   |
| Ирина Безрукова     | Уна                      |
| Ольга Сирина        | Бабушка                  |
| Елена Шульман       | Андерс                   |
| Ирина Киреева       | Атаманша                 |
| Алексей Войтюк      | Шаман                    |
| Ольга Шорохова      | Лапландка / Бабушка Орма |
| Михаил Белякович    | Глашатай                 |

## Награды
- 2019 — 23-й фестиваль визуальных искусств в Орлёнке — Гран-при в конкурсе «Полнометражная анимация» взял фильм «Снежная королева: Зазеркалье» (режиссёр Алексей Цицилин).[10]

## Приём

### Критический ответ
В обзоре «КиноКультуры» Ольги Блэкледж говорится, что международная привлекательность франшизы «Снежная королева» неоспорима, поскольку она была показана более чем в 150 странах. Кроме того, было заявлено об общей секретной формуле успеха фильма: «Так в чем же его секрет? Франшиза в целом и «Зазеркалье» в частности получили высокую оценку за свое технологическое мастерство, которое постоянно растет. Даже при относительно небольшом бюджете, Wizart Animation удается создавать анимацию мирового уровня». InterMedia поставила фильму пять звезд, заявив, что его сценарий похож на рассказы русского писателя Михаила Булгакова.

Критики из Германии Die Schneekönigin: Im Spiegelland (Снежная королева: В Зеркальной стране), включившие рецензию Film-Rezensionen, были гораздо более благосклонны к теме фильма о примирении. В обзоре говорилось: «Примирительная нота, конечно, очень приятна, поскольку Снежная королева пытается уйти от обычного черно-белого рисунка, который преобладает в таких анимационных фильмах»:
Тот факт, что корабль Альфиды и королевский охотничий флот летят по воздуху на дирижабле в форме акулы или на воздушных шарах, является одной из самых привлекательных визуальных идей фильма. Эта бурная история также заимствована из жанра фильмов о супергероях. Тематически и творчески фильм поражает огромным богатством идей. Они пытаются собрать слишком много разных элементов под одной крышей. Пейзажи с ущельями, по которым летают дирижабли, страна голубых зеркал, а также старый город, в котором живет Герда, прекрасно нарисованы фоном. Так что в целом перегруженный фильм оказался весьма привлекательным.
Moviebreak считает, что четвертый фильм является идеальной альтернативой Холодного сердца 2, поскольку оба были выпущены в 2019 году. Обзор был удивлен результатом, потому что Wizart доказал, что он «обрел уверенность в себе» при создании сериала из сказки. В обзоре понравился посыл фильма о примирении и анимации, в котором говорится: «Четвертая часть сериала «Снежная королева» с множеством действий, некоторой неизвестностью и темой примирения также удивляет и развлекает самых маленьких из нас. Хотя опять же есть слабости повествования и довольно простой сюжет, усиленная визуальная сила, а также амбивалентные персонажи могут убедить. Даже не знатоки сериала не ошибутся и смогут насладиться динамичной сказкой на большом экране».
Обзоры сочли развитие персонажа Герды образцовым, поскольку она становится девушкой-супергероем. Moviebreak заявил: «Это также приносит пользу финалу, где не только Герда может наконец одержать победу как боевая девушка, и ее больше не нужно спасать», а в итальянском обзоре der Zweifel говорится: «Все идет к лучшему, и девушка в конце концов обнаруживает, что она самый могущественный волшебник в деревне, превращающийся в своего рода супергероя». Дер Цвайфель также затронул новаторскую идею сюжета о том, что борьба между технологиями и магией имеет «большой потенциал», который соответствует важности современного общества в отношении рационализма, зависящего от «видимого» или «технологического», в отличие от того, что «ощущение духовного и магического». что человек всегда стремился и развивался спонтанно».
Французский критик из Avoir-Alire отметил ее визуальные эффекты: «Несмотря на ограниченный сюжет, франшиза Wizart Animation все больше стремится к развитию очень узнаваемой собственной вселенной: безупречная графика, насыщенные цвета, дружелюбные персонажи, выдержанный ритм. Юные зрители должен оценить это. Простая история, неудивительная, спасенная великолепной постановкой. Декорации весьма примечательны; чарующий ледяной синий цвет составляет всю эстетику фильма».
ЛеПоп из Бразилии заявил: «С сюжетом, который пытается спасти золотые времена сказок, новая часть может понравиться детям, а также отцам, матерям и другим членам семьи, которым нравится такой стиль повествования». Чешский обзор от Červený Koberec Александры Тиньковой одобрил сюжет фильма: «вера в то, что даже плохие люди могут загладить свою вину, делает «Снежную королеву» особенной по сравнению с другими сказками».
Рецензии Криса Ханнисетта присвоили фильму 3 звезды, заявив, что его пейзажи заслуживают особого внимания благодаря «эпическому размаху приключений в путешествии по перспективам медового оттенка: с лавовыми озерами, гигантскими каменными монстрами и небесными пиратами». Более подробно аниматоры также добавили замысловатые детали к пейзажам: «Однако есть удивительно сложный стиль очаровательных городских пейзажей, в которых есть роботоподобные дворники и троллейбусы, и он полон фарсовой глупости с озорными и милыми тварями».
Sunday Independent из Ирландии отметил, что фильм очень конкурентоспособен. С окончательным рейтингом в четыре звезды в обзоре говорилось: «Чтобы спасти положение, она (Герда) объединится со Снежной королевой для разработки приключение, наполненное множеством персонажей и превосходной фэнтезийной анимацией. Родители действительно не могут ошибиться здесь».

### Театральная касса
Бюджет, потраченный на фильм, составил 6 миллионов долларов. Во время премьер в Польше и Словении мультфильм занял второе место по прокату, обогнав основных зарубежных конкурентов. Фильм стал первым российским фильмом, собравшим в международном прокате 1 миллион долларов в 2019 году. В России сборы в общей сложности составили 5,1 миллиона долларов. По итогам кассовых сборов 2019 года анимационный фильм стал самым популярным российским анимационным фильмом в зарубежном прокате. Четвертая часть заняла второе место среди самых кассовых отечественных кинопрокатов за рубежом в 2019 году, первое место занял полнометражный фильм «Движение вверх».
Мультфильм начался с того места, где он остановился в приквеле в Болгарии, установив новые рекорды. По словам генерального директора дистрибьюторской компании Pro Films Эмиля Симеонова, Зазеркалье стало лучшим иностранным независимым анимационным проектом в Болгарии за последние 25 лет, который заработал более 100 тысяч левов (валюта в Болгарии), превысив «Как приручить дракона 3» от DreamWorks на премьерных выходных. Сборы за четвертую часть франшизы за пределами России превысили 2,5 миллиона долларов. Фильм стал крупным русским прокатом во Франции. В целом, на данный момент фильм собрал в общей сложности 10 миллионов долларов.